# Система «Периметр»
Система «Периметр» (индекс УРВ РВСН — 15Э601, в Западной Европе и США известна как англ. Dead Hand, буквально «Мёртвая рука») — комплекс автоматизированного управления массированным ответным ядерным ударом, созданный в СССР в разгар холодной войны и используемый Россией. Предназначен для гарантированного доведения боевых приказов от высших звеньев управления (Генеральный штаб Вооружённых Сил Российской Федерации, Управление РВСН) до командных пунктов и отдельных пусковых установок стратегических ракет, стоящих на боевом дежурстве, в случае чрезвычайного положения, когда линии связи могут быть повреждены.
В США существовал похожий по предназначению комплекс передачи приказа о запуске — Аварийная система ракетных коммуникаций.
«Периметр» является альтернативной командной системой для всех родов войск, имеющих на вооружении ядерные заряды. Она была создана в качестве резервной системы связи, на случай если ключевые узлы командной системы «Казбек» и линии связи РВСН будут уничтожены первым ударом в соответствии с разработанной в США концепцией ограниченной ядерной войны.
Для обеспечения гарантированного выполнения своей роли система была изначально спроектирована как полностью автоматическая, и в случае массированной атаки способна принять решение об адекватном ответном ударе самостоятельно, без участия (или с минимальным участием) человека.
По утверждению Валерия Ярынича, одного из разработчиков, система также служила страховкой от принятия высшим руководством страны поспешного решения на основе непроверенной информации. Получив сигнал от системы предупреждения о ракетном нападении, первые лица государства могли активировать систему «Периметр» и спокойно заниматься решением других задач, находясь при этом в полной уверенности, что даже уничтожение всех, кто обладает полномочиями на отдачу команды об ответной атаке, не сможет предотвратить удар возмездия. Тем самым полностью исключалась возможность принятия решения об ответном ударе в случае ложной тревоги.

## Принцип работы системы
После приказа, полученного от высших звеньев управления РВСН на специальный командный пункт, происходит запуск командной ракеты 15П011 со специальной головной частью 15Б99, которая в полёте передаёт команды на пуск всем ПУ и командным пунктам РВСН, имеющим соответствующие приёмники.

## Составные кондиции компоненты

### Командные посты системы
По всей видимости, являются сооружениями, аналогичными стандартным ракетным подземным комплексам РВСН. Содержат необходимую для обеспечения работы системы контрольную аппаратуру и системы связи. Предположительно интегрированы с пусковыми установками командных ракет, однако, вероятнее всего, они разнесены на довольно большое расстояние для обеспечения лучшей выживаемости системы.

### Командные ракеты

Командная ракета 15А11 системы «Периметр»

Единственный широко известный компонент комплекса. Входят в комплекс командной ракеты 15П011 и имеют индекс 15А11, разработаны КБ «Южное» на базе ракет 15А16 (МР УР-100У). Оснащены специальной головной частью 15Б99, содержащей радиотехническую командную систему разработки ОКБ ЛПИ, предназначенной для гарантированного доведения боевых приказов центрального командного пункта до всех командных пунктов и пусковых установок в условиях воздействия ядерных взрывов и активного радиоэлектронного противодействия, при полёте ГЧ на пассивном участке траектории. Техническая эксплуатация ракет идентична эксплуатации базовой ракеты 15А16. Пусковая установка 15П716 — шахтная, автоматизированная, высокозащищённая, типа ОС, вероятнее всего — модернизированная ПУ ОС-84. Не исключается возможность базирования ракет и в других типах пусковых шахт.
Разработка командной ракеты начата по ТТТ Минобороны в 1974 году. Лётно-конструкторские испытания проводились на НИИП-5 (Байконур) с 1979 по 1986 год. Всего проведено 7 пусков (из них 6 — успешных и 1 — частично успешный). Масса ГЧ 15Б99 — 1412 кг.

### Приёмные устройства
Обеспечивают приём приказов и кодов компонентами ядерной триады от командных ракет в полёте. Ими оснащены все пусковые установки РВСН, все РПКСН и стратегические бомбардировщики. Предположительно, приёмные устройства аппаратно связаны с контрольно-пусковой аппаратурой, обеспечивая автономное исполнение приказа на запуск.

### Автономная контрольно-командная система
Мифический компонент системы — ключевой элемент Машины Судного дня, о существовании которой нет никаких достоверных сведений. Некоторые сторонники существования такой системы считают, что это сложная экспертная система, оснащённая множеством систем связи и датчиков, контролирующих боевую обстановку. Эта система предположительно отслеживает наличие и интенсивность переговоров в эфире на военных частотах, получение сигналов телеметрии с постов РВСН, уровень радиации на поверхности и в окрестностях, регулярное возникновение точечных источников мощного ионизирующего и электромагнитного излучения по ключевым координатам, совпадающих при этом с источниками кратковременных сейсмических возмущений в земной коре (что соответствует картине нанесения множественных наземных ядерных ударов), и, возможно, присутствие на КП живых людей. На основании корреляции этих факторов система, вероятно, и принимает итоговое решение о необходимости ответного удара.
Другой предполагаемый вариант работы системы — при получении информации о первых признаках ракетного нападения Верховный главнокомандующий переводит систему в боевой режим. После этого, если в течение определённого времени командный пункт системы не получает сигнал на остановку боевого алгоритма, то происходит пуск командных ракет.
В неофициальном интервью журналу Wired один из разработчиков системы, Валерий Ярынич, сообщает следующую информацию об алгоритме работы системы «Периметр»:
Она была разработана так, чтобы находиться в дремлющем состоянии, пока высокопоставленное официальное лицо не активирует её в кризисной ситуации. Тогда она начала бы мониторить сеть датчиков — сейсмических, радиационных, атмосферного давления — на признаки ядерных взрывов. Прежде чем запустить ответный удар, система должна была бы проверить четыре «если»: если система была активирована, сперва она попыталась бы определить, имело ли место применение ядерного оружия на советской территории. Если бы это оказалось похожим на правду, система проверила бы наличие связи c Генеральным штабом. Если связь имелась, система бы автоматически отключилась по прошествии некоторого времени — от 15 минут до часа — прошедшего без дальнейших признаков атаки, в предположении, что официальные лица, способные отдать приказ о контратаке, по-прежнему живы. Но если бы связи не было, «Периметр» решил бы, что Судный день настал, и незамедлительно передал право принятия решения о запуске любому, кто в этот момент находился бы глубоко в защищённом бункере, в обход обычных многочисленных инстанций.
Оригинальный текст (англ.)It was designed to lie semi-dormant until switched on by a high official in a crisis. Then it would begin monitoring a network of seismic, radiation, and air pressure sensors for signs of nuclear explosions. Before launching any retaliatory strike, the system had to check off four if/then propositions: If it was turned on, then it would try to determine that a nuclear weapon had hit Soviet soil. If it seemed that one had, the system would check to see if any communication links to the war room of the Soviet General Staff remained. If they did, and if some amount of time—likely ranging from 15 minutes to an hour—passed without further indications of attack, the machine would assume officials were still living who could order the counterattack and shut down. But if the line to the General Staff went dead, then Perimeter would infer that apocalypse had arrived. It would immediately transfer launch authority to whoever was manning the system at that moment deep inside a protected bunker—bypassing layers and layers of normal command authority.

## Машина Судного дня

### Аргументы против возможности реализации в системе «Периметр» Машины Судного дня
Противники возможности существования системы Машины Судного дня приводят следующие аргументы:
1. Вся существующая система запуска ракет ориентирована на то, чтобы предотвратить случайный и несанкционированный пуск. Никакие компьютеры в системе запуска не используются, пуск осуществляется практически вручную. Существование Машины Судного дня противоречит этой концепции.
2. Работоспособность и достоверность экспертной системы с «множеством систем связи и датчиков» зависит от систем связи и датчиков. Однако работоспособность систем связи означает и наличие связи между командными пунктами, что даёт возможность людям принять решения об ударе и без помощи машины.
3. По некоторым сведениям, в случае удара, в случае отсутствия связи и тому подобного, команду на пуск ракет командование в Центральном, запасном, мобильных и других командных пунктах способно отдать самостоятельно, без санкции высшего руководства[10].
4. В описании алгоритма работы системы «Периметр», сделанном Валерием Ярыничем в неофициальном интервью журналу Wired[6], система «Периметр» также не является Машиной Судного дня, так как команда на запуск командной ракеты отдаётся человеком.

## История создания системы
В ходе Холодной войны обеими сторонами противостояния были созданы высокоэффективные средства радиоэлектронного подавления противником средств боевого управления РВСН, в результате чего стала крайне актуальной задача гарантированного доведения боевых приказов от высших звеньев управления (Генеральный штаб ВС СССР, Управление РВСН) до командных пунктов и отдельных пусковых установок стратегических ракет, стоящих на боевом дежурстве, в случае полномасштабного конфликта. В процессе конструкторских изысканий появилась идея использовать в качестве резервного канала связи специальную командную ракету, оснащённую мощным радиопередающим устройством, запускаемую в случае гарантированного поражения высших командных звеньев РВСН и подающую команды на запуск всех ракет, находящихся на боевом дежурстве, по всей территории СССР. Работы над темой особой командной системы, получившей название «Периметр», были поручены КБ «Южное» (Днепропетровск), постановлением правительства СССР № 695—227 от 30 августа 1974 г. Первоначально предполагалось использовать в качестве базовой ракету МР УР-100 (индекс 15А15), однако впоследствии разработчики остановили свой выбор на ракете МР УР-100УТТХ (индекс 15А16). Переработанная в части системы управления командная ракета получила индекс 15А11, и в декабре 1975 года был выполнен её эскизный проект.
Вместо штатной боевой части на ракетах 15А11 устанавливалась особая головная часть (индекс 15Б99), включавшая в себя специально разработанную ОКБ ЛПИ для целей проекта радиотехническую систему. Для обеспечения необходимых условий работы радиоаппаратуры головная часть должна была во время полёта сохранять постоянную ориентацию в пространстве. Была спроектирована специальная система ориентации и стабилизации, использующая холодный сжатый газ, что существенно сократило её стоимость и сроки создания. Изготовление специальной головной части было организовано на НПО «Стрела» (Оренбург).
После наземной отработки технических решений ракетного комплекса в 1979 году начались лётно-конструкторские испытания командной ракеты. На испытательном полигоне для этого были сооружены две экспериментальные шахтные пусковые установки. Помимо этого был создан специальный командный пункт, оснащенный новой, уникальной аппаратурой боевого управления для обеспечения дистанционного контроля и пуска командной ракеты. Лётные испытания ракеты проводились под руководством Государственной комиссии во главе с генерал-лейтенантом В. В. Коробушиным, первым заместителем начальника Главного штаба РВСН.
Первый пуск ракеты с экспериментальной моделью передатчика был успешно проведён 26 декабря 1979 года. В процессе испытаний были опробованы разработанные сложные алгоритмы сопряжения всех систем, участвовавших в испытаниях, возможность обеспечения ракетой заданной траектории полёта и работа всех служебных систем ГЧ в штатном режиме, подтверждена правильность принятых технических решений.
Всего для лётных испытаний было изготовлено 10 ракет. В ходе испытаний системы были проведены реальные запуски МБР разных типов с боевых объектов по приказам, переданным командной ракетой 15А11 во время полета. Для этого на пусковых установках этих ракет были смонтированы дополнительные антенны и установлены приёмные устройства системы «Периметр». Позже подобным доработкам подверглись все пусковые установки и командные пункты РВСН. Всего в ходе лётно-конструкторских испытаний шесть пусков были признаны успешными, и один — частично успешным. В связи с успешным ходом испытаний и выполнением поставленных задач Госкомиссия сочла возможным удовлетвориться семью пусками вместо запланированных десяти. Одновременно с лётными испытаниями ракеты производились наземные испытания работоспособности всего комплекса в условиях воздействия поражающих факторов ядерного взрыва. Испытания проводились на полигоне Харьковского физико-технического института, в лабораториях ВНИИЭФ (г. Арзамас-16), а также на ядерном испытательном полигоне Новая Земля. Проведенные проверки подтвердили работоспособность аппаратуры при уровнях воздействия поражающих факторов ядерного взрыва, превышающих заданные техзаданием Министерства обороны СССР. Кроме того, в ходе испытаний постановлением правительства была поставлена задача расширить функции комплекса, с доведением боевых приказов не только до объектов РВСН, но и для РПКСН, самолётов дальней и морской ракетоносной авиации на аэродромах и в воздухе, и пунктов управления РВСН, ВВС и ВМФ. Лётно-конструкторские испытания командной ракеты были завершены в марте 1982 г, и в январе 1985 года комплекс «Периметр» был поставлен на боевое дежурство.
В создании комплекса принимали участие многие предприятия и организации различных министерств и ведомств. Основные из них: Опытно-конструкторское бюро при ЛПИ имени Калинина (ОКБ «Импульс», В. И. Мельник), НПО АП (Н. А. Пилюгин), КБСМ (А. Ф. Уткин), ЦКБЭМ (Б. Р. Аксютин), МНИИРС (А. П. Биленко), ВНИИС (Б. Я. Осипов), Центральное конструкторское бюро «Геофизика» (Г. Ф. Игнатьев), НИИ-4 МО (Е. Б. Волков).

## Эксплуатация системы и её текущий статус
После постановки на боевое дежурство комплекс работал и периодически использовался в ходе командно-штабных учений. Командный ракетный комплекс 15П011 с ракетой 15А11 (на базе МР УР-100) стоял на боевом дежурстве вплоть до июня 1995 года, когда в рамках соглашения СНВ-1 комплекс был снят с боевого дежурства. По другим данным, это произошло 1 сентября 1995 года, когда в 7-й ракетной дивизии (пгт. Выползово) был снят с дежурства и расформирован 510-й ракетный полк, вооружённый командными ракетами. Это событие совпало по времени с завершением вывода из боевого состава РВСН ракет МР УР-100 и начавшимся в декабре 1994 года процессом перевооружения 7-й ракетной дивизии на подвижный грунтовый ракетный комплекс «Тополь».
В декабре 1990 года в 8-й ракетной дивизии (пгт. Юрья) на боевое дежурство заступил полк (командир — полковник С. И. Арзамасцев) с модернизированным командным ракетным комплексом, получившим название «Периметр-РЦ», в состав которого входит командная ракета, созданная на базе МБР РТ-2ПМ «Тополь».
Также имеются данные, что ранее в состав системы «Периметр» наряду с ракетами 15А11 входили командные ракеты на базе БРСД «Пионер». Такой подвижный комплекс с «пионеровскими» командными ракетами носил наименование «Горн». Индекс комплекса — 15П656, ракеты — 15Ж56. Известно, по крайней мере, об одном подразделении Ракетных войск стратегического назначения, на вооружении которого стоял комплекс «Горн» — 249-й ракетный полк, дислоцировавшийся в городе Полоцк Витебской области 32-й ракетной дивизии (г. Поставы), с марта-апреля 1986 года по 1988 год стоял на боевом дежурстве с подвижным комплексом командных ракет.
Утверждается, что командный пункт комплекса расположен в бункере в горе Косьвинский Камень (Свердловская область).
Организации, задействованные в производстве комплектующих и техническом обслуживании этого комплекса, испытывают трудности с финансированием. Высока текучесть кадров, в результате чего падает квалификация персонала. Несмотря на это, руководство РФ неоднократно заверяло иностранные государства, что риска случайного или несанкционированного запуска ракет не существует.
По утверждению журнала Wired в 2009 году, система «Периметр» функционирует и готова нанести ответный удар.
В декабре 2011 года командующий РВСН генерал-лейтенант Сергей Каракаев заявил, что система «Периметр» существует и находится на боевом дежурстве.
В 2018 году бывший начальник Главного штаба РВСН Виктор Есин заявил, что система «Периметр» окажется малоэффективной в случае возможного выхода США из Договора о ликвидации ракет средней и малой дальности. Соединенные Штаты смогут разместить свои ракеты в Европе и уничтожить основную часть российских ракетных средств ещё до того, как «Мертвая рука» успеет отреагировать. Когда система наконец сработает, у России останется мало средств для адекватного ответа. «Мы сможем запустить только те ракеты, которые выживут после первого удара агрессора», — заявил генерал-полковник, отметив, что оставшиеся ракеты могут быть перехвачены американской ПРО.